# University of Wales Press
Die University of Wales Press (walisisch Gwasg Prifysgol Cymru) wurde 1922 als eine der zentralen Einrichtungen University of Wales gegründet. Die Einrichtung fungiert sowohl als Druckerei als auch als Verlag. Dieser veröffentlicht wissenschaftliche Zeitschriften und jährlich ungefähr 70 Fachbücher in englischer und walisischer Sprache in den Fachbereichen Geschichte, politische Philosophie (?) und Religionswissenschaft, Keltologie und Kymrologie (celtish studies und welsh studies), Literaturwissenschaft, Europäistik und Mediävistik. Der Verlag hat eine Backlist von mehr als 3.400 Titeln.
Der Sitz ist in Cardiff.
Da die University of Wales mit der Trinity Saint David verschmolzen werden soll, wird auch die University of Wales Press  von dieser Fusion betroffen sein.
In September 2016 wurde angekündigt, man wolle mit der Open Library of Humanities zusammenarbeiten um das International Journal of Welsh Writing in English zu einem Full Open-Access Journal zu machen.